# Wieża widokowa na Kalenicy
Wieża widokowa na Kalenicy – stalowa wieża widokowa wzniesiona na szczycie góry Kalenica (964 m n.p.m., Sudety Środkowe) w Gminie Bielawa.

## Historia powstania
Początkowo wieżę planowano postawić na szczycie Popielaka (niem. Ascherkoppe), na którym wcześniej istniały dwie kolejne drewniane wieże widokowe. Ostatecznie wieża stanęła w ówczesnych dobrach hrabiego Adolfa Seidlitza-Sandretzky’ego z Roztocznika.
Zbudowana została z inicjatywy Towarzystwa Sowiogórskiego (niem. Eulengebirgsverein) z Bielawy w latach 1932–1933. Stanowi punkt widokowy na szczycie w środkowej części Gór Sowich. Wieża jest widoczna z większości miejsc i stanowi jeden z symboli Gór Sowich.
Szczyt Kalenicy ma kształt rozległej kopuły, wypłaszczenie terenu na szczycie ograniczające perspektywę utrudnia obserwacje panoramy. Turyści odwiedzający szczyt wzniesienia w pierwszej połowie XIX w. zwracali uwagę na konieczność wzniesienia wieży na szczycie Kalenicy, która miłośnikom turystyki ułatwiałaby oglądanie okolicy z trzeciego co do wysokości wzniesienia Gór Sowich.
W 1932 r. sekcja bielawskiego Towarzystwa Sowiogórskiego EGV dla uczczenia 50-lecia Towarzystwa podjęła decyzję budowy wieży widokowej na szczycie Kalenicy. Projekt i plan budowy zatwierdzono w 1932 r. wraz z podpisaniem umowy budowlanej. Zadanie budowy wieży powierzono Kurtowi Steuerowi, mistrzowi ślusarskiemu z Bielawy. Koszt inwestycji sfinansowało Towarzystwo Sowiogórskie z Bielawy. Na sfinansowanie budowy wyemitowano okolicznościowe cegiełki. Przed transportem elementów wieży na szczyt Kalenicy zmontowano konstrukcję wieży na podwórzu warsztatu w Bielawie do próbnych oględzin, celem sprawdzenia stabilności. Po oględzinach wieżę rozebrano i konnymi wozami wiosną 1933 r. przetransportowano na szczyt Kalenicy. Prace budowlano-montażowe rozpoczęto na wiosnę 1933 r. W ciągu niespełna kilku miesięcy montaż wieży został ukończony, a 2 czerwca 1933 r. nastąpiło uroczyste otwarcie wieży uświetnione okolicznościowym wierszem, który ukazał się na pierwszej stronie gazety „Wędrowiec Gór Sowich” (niem. „Der Wander im Eulengebirge”).
Wieża otrzymała imię niemieckiego polityka okresu międzywojennego, feldmarszałka i prezydenta Niemiec Paula von Hindenburga, ówczesnego prezydenta Republiki Weimarskiej. Nazwa Hindenburgturm przetrwała do 1945 roku.
Po II wojnie światowej wieża pozostawiona własnemu losowi niszczała. Na początku lat 90. XX wieku wieżę poddano gruntownym pracom konserwatorskim. Wzmocniono fundament, a metalową konstrukcję wieży pokryto farbą antykorozyjną.
Pod koniec XX wieku powstały plany przetransportowania wieży z Kalenicy na Śnieżnik po wysadzeniu w 1973 r. tamtejszej kamiennej wieży
14 listopada 2022 zakończono renowację wieży, którą zrealizowano kosztem 330 tys. zł.
Budowla na Kalenicy jest jedną z kilku wież widokowych w Sudetach Środkowych. Inne znajdują się na: Wielkiej Sowie, Górze Świętej Anny, Górze Wszystkich Świętych, Grodziszczu (w ruinie), Włodzickiej Górze oraz w Suszynie (jedyna polska).

## Wygląd wieży
Wieża widokowa na Kalenicy na pierwszy rzut oka kojarzy się z wieżą szybu górniczego. Jest to konstrukcja kratownicowa z kutego żelaza. Konstrukcja jest przykładem funkcjonalizmu i modernizmu z okresu międzywojennego. Całkowita wysokość wieży wynosi 20 m. Składa się z dwóch kondygnacji, na których umieszczono platformy widokowe. Platformy widokowe położone są wysokości 14 m i 20 m. Na platformy widokowe prowadzą metalowe schody, ułożone wewnątrz wieży.
Z wieży roztacza się widok obejmujący Karkonosze ze Śnieżką, Góry Kamienne i Wałbrzyskie, cały grzbiet Gór Sowich, fragment Jugowa, Gór Bardzkich i Złotych, Masyw Śnieżnika, a także Przedgórza Sudeckiego, Kotliny Kłodzkiej i Dzierżoniowskiej oraz Masyw Ślęży.